# Чёрное море

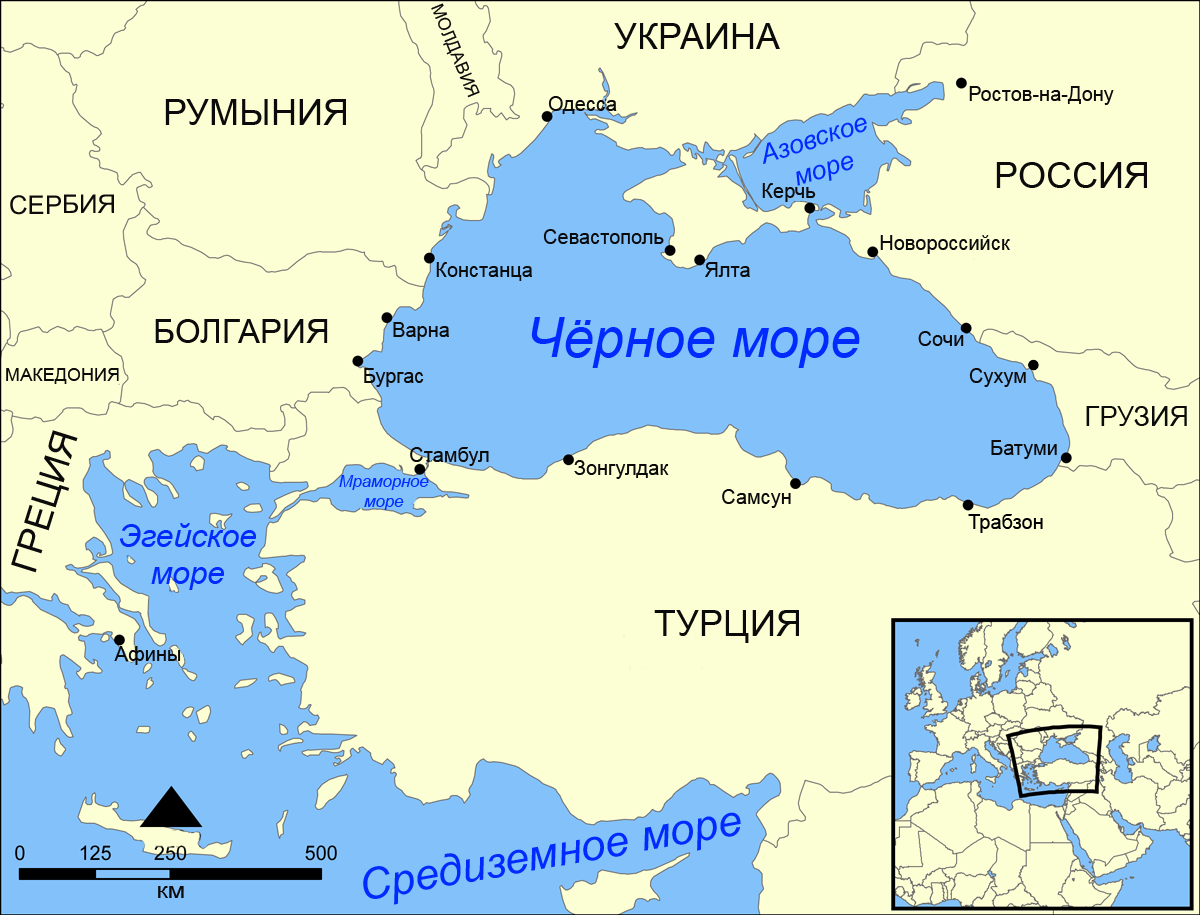
Карта Черноморского региона

Чёрное мо́ре — внутреннее море бассейна Атлантического океана. Проливом Босфор соединяется с Мраморным морем, далее, через пролив Дарданеллы (эти проливы зачастую называют Черноморскими проливами) — с Эгейским и Средиземным морями. Керченским проливом соединяется с Азовским морем. С севера в море глубоко врезается Крымский полуостров. По поверхности Чёрного моря проходит водная граница между Европой и Азией.
Площадь Чёрного моря — 422 000 км² (по другим данным — 436 400 км²). Наибольшая протяжённость Чёрного моря (примерно с запада на восток) составляет около 1150 км, с севера на юг — 580 км; наибольшая глубина — 2210 м, средняя — 1240 м. Объём воды в море составляет 555 тыс. км³. Характерной особенностью Чёрного моря является полное отсутствие жизни на глубинах более 150—200 м из-за насыщенности глубинных слоёв воды сероводородом (там обитают лишь некоторые виды анаэробных бактерий).
Море омывает берега России, Украины, Румынии, Болгарии, Турции, Грузии, частично признанной Абхазии (территории, расположенные вокруг моря, традиционно именуют термином «Причерноморье»).
Чёрное море — важный район транспортных перевозок. Помимо этого, Чёрное море сохраняет важное стратегическое и военное значение. В Севастополе и Новороссийске находятся основные военные базы Черноморского флота ВМФ России, в Синопе и Самсуне базируются корабли черноморской группировки ВМФ Турции, в Варне — ВМС Болгарии, в Поти и Батуми — корабельный состав департамента береговой охраны Пограничной полиции Грузии, в Констанце и Мангалии — ВМС Румынии, в Одессе — Военно-морские силы Украины.

## Этимология
Одним из наиболее ранних местных названий моря является древнегрузинское Сперское море (груз. ზღვა სპერისა [згва спериса]), которое происходит от имени одного из древних приморских народов Колхиды, саспиров (сасперов), и области их расселения — Испира (Спери). Древнегреческое название моря — Понт Аксинский (др.-греч. Πόντος Ἄξενος, «Негостеприимное море»), встречается и название «Скифское». В «Географии» Страбона (7.3.6) предполагается, что такое название море получило из-за трудностей с навигацией, а также диких враждебных племён, населявших его берега. Однако скорее всего греки восприняли местное скифское название моря, представлявшее рефлекс др.-иран. *axšaina — «тёмно-синий», «тёмный», соотносящееся с его нынешним названием, и переосмыслили его по созвучию с греческим словом «негостеприимный». Позднее, после удачного освоения берегов греческими колонистами, море стало называться Понтом Эвксинским (Πόντος Εὔξενος, «Гостеприимное море»). Впрочем, у Страбона (1.2.10) есть упоминания о том, что в античности Чёрное море называли и просто «морем» (πόντος). Анонимный персидский автор X века в книге «О границах земли» (араб. حدود العالم‎, Hudud al-'Alam), составленной в 982—983 годах, в качестве наименования Чёрного моря пользуется синтагмой Горджи даря (Gorĵi darja, «Грузинское море»)). Позже, в X—XIV веках, в древнерусских, арабских и западных источниках оно упоминается как «Русское море», что связано с его активным использованием мореплавателями из Руси. В «Повести временных лет» говорится «А Дънепрь вътечеть в Понтьское море трьми жерелы, еже море словеть Руськое…».
Итальянские мореходы из Венецианской и Генуэзской республик XIII—XIV вв называли Чёрное море «Великим морем» (лат. Mare Magnum, итал. Mare Maggiore, Mare Majus), одновременно применяя и название лат. Mare Nigrum.
У адыгов в древности море называлось адыг. Ахын, происходящее от хы — «море» и н — «источник», «родник». Также возможно восхождение топонима к наиболее древнему др.-иран. названию Ахшайна, которое на адыгских языках также означает «тёмный» (адыг. ахъшам). Современное название адыг. Хы ШӀуцӀ (Хи шуц — «Чёрное море»), вероятно, было перенято от турок.
Современное название «Чёрное море» было дано пришедшими сюда из Средней Азии кочевыми тюрками, назвавшими его «Кара Дениз». Оно нашло своё соответствующее отображение в большинстве языков: абх. Амшын Еиқәа, адыг. Хы шӏуцӏэ, кабард.-черк. Хы фӏыцӏэ, греч. Μαύρη θάλασσα, болг. Черно море, укр. Чорне море, груз. შავი ზღვა, рум. Marea Neagră, крымскотат. Qara deñiz, тур. Karadeniz (в противоположность Akdeniz «Белое море», под которым в Турции понимается Средиземное), англ. Black Sea и др. Существует целый ряд гипотез относительно причин возникновения такого названия:
- Одна из гипотез связана с принятым в ряде азиатских стран «цветовым» обозначением сторон света, где «чёрный» обозначал север, соответственно Чёрное море — северное море.
- Другая гипотеза происхождения названия основывается на том, что металлические предметы (например, якоря), опущенные в воду моря глубже 150 м на длительное время, покрывались налётом чёрного цвета из-за воздействия сероводорода[12].

## Гидрография

Рельеф дна Чёрного моря и окружающих территорий

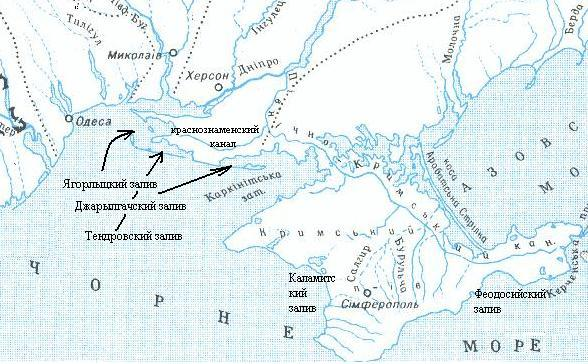
Заливы северной части Чёрного моря

Берега Чёрного моря изрезаны мало и, в основном, в северной его части. Единственный крупный полуостров — Крымский. Крупнейшие заливы: Ягорлыцкий, Тендровский, Джарылгачский, Каркинитский, Каламитский, Феодосийский, Варненский, Бургасский, Синопский и Самсунский. На севере и северо-западе при впадении рек разливаются лиманы, имеются заболоченные и солоноватые участки. Общая длина береговой линии — 3400 км.
Ряд участков побережья моря имеет собственные названия: Южный берег Крыма в Крыму, Черноморское побережье Кавказа в России, Румелийский берег и Анатолийский берег в Турции. На западе и северо-западе берега низменные, местами обрывистые; в Крыму — в основном низменные, за исключением южных гористых берегов и полуострова Тарханкут на западе. На восточном и южном берегах к морю вплотную подступают отроги Кавказских и Понтийских гор.
Островов в Чёрном море мало. Крупнейшим является остров Джарылгач (административно относится к Херсонской области Украины), его площадь — 62 км². Остальные острова намного меньше, крупнейшие — Березань и Змеиный (оба площадью менее 1 км²; также принадлежат Украине).
В Чёрное море впадают следующие реки: Дунай, Днепр, Днестр, Мзымта, Псоу, Бзыбь, Риони, Кодор, Ингури (на востоке моря), Чорох, Кызылырмак, Ешильырмак, Сакарья (на юге), Южный Буг (на севере), Камчия, Велека (на западе). Годовой речной сток в Чёрное море составляет около 310 км³, причём 80 % этих вод выносится на северо-западную шельфовую часть, в основном Дунаем и Днепром.

## Геология

Сарматское море

Куяльницкое море

Позднечаудинское море во время лихвинского межледниковья

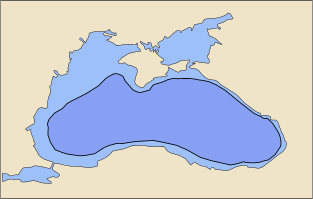
Предполагаемые очертания озера, существовавшего на месте Чёрного моря

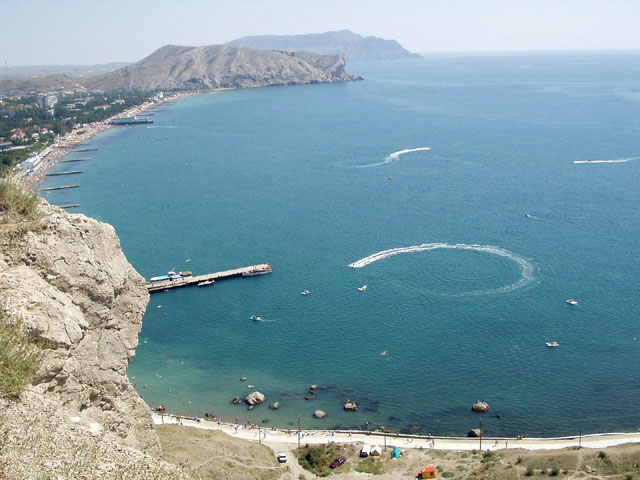
Судакская бухта (Крым)

Чёрное море заполняет изолированную впадину, расположенную между Юго-Восточной Европой и полуостровом Малая Азия. Эта впадина образовалась в эпоху миоцена в процессе активного горообразования, разделившего древний океан Тетис на несколько отдельных водоёмов (из которых впоследствии, кроме Чёрного моря, образовались Азовское, Аральское и Каспийское моря). Первоначально, 14—10 млн лет назад, Чёрное море входило в состав Сарматского моря (от Балатона до Арала). Затем оно вновь соединилось со Средиземным морем, образовав на несколько миллионов лет Меотическое море. Затем образуется пресноводное Понтическое море (включавшее Каспий), которое сменяет среднеплиоценовый пресноводный Киммерийский бассейн, затем — Куяльницкое море, затем — нижнеплейстоценовое Чаудинское озеро-море, существовавшее 800—500 тыс. лет назад. Солёное Карангатское море, существовавшее 100—20 тыс. лет назад, сменило пресноводное Новоевксинское озеро-море (20—7 тыс. лет назад).
Современные очертания Чёрное море получило во второй половине голоцена, когда завершилась черноморская трансгрессия.
Черноморская впадина состоит из двух частей — западной и восточной, разделённых поднятием, являющимся естественным продолжением Крымского полуострова. Северо-западная часть моря характеризуется относительно широкой шельфовой полосой (до 190 км). Южное побережье (принадлежащее Турции) и восточное (Грузия, Россия) носит более крутой характер, полоса шельфа не превышает 20 км и изрезана целым рядом каньонов и впадин. Материковый склон Чёрного моря заметно расчленён подводными долинами. На юге моря, между Синопом и Самсуном, параллельно берегу лежит система подводных хребтов. Центральная часть черноморской котловины представляет собой относительно плоскую равнину. Глубины у берегов Крыма и Черноморского побережья Кавказа увеличиваются крайне быстро, достигая отметок свыше 500 м уже в нескольких километрах от береговой черты. Максимальной глубины (2210 м) море достигает в центральной части, к югу от Ялты.
В составе горных пород, складывающих дно моря, в прибрежной зоне преобладают грубообломочные отложения: галька, гравий, песок. С удалением от берега их сменяют мелкозернистые пески и алевриты. В северо-западной части Чёрного моря широко распространены ракушечники; для склона и ложа морской впадины обычны пелитовые илы.
Среди основных полезных ископаемых, залежи которых имеются на дне моря: нефть и природный газ на северо-западном шельфе, прибрежные россыпи титаномагнетитовых песков (Таманский полуостров, побережье Кавказа).
Запасы метана, находящегося в форме газовых гидратов в глубоководных осадках Чёрного моря, впервые обнаруженных сотрудниками ВНИИГАЗа А. Г. Ефремовой и Б. П. Жижченко в 1972 году (рейс НИС «Московский университет»), по современным оценкам могут достигать 25—49 трлн кубометров газа.

## Острова
- о. Березань
- о. Змеиный
- риф Трутаева
- ск. Парус
- ск. Панагия
- о. Утриш
- Цемесская бухта
  - о. Суджук
- Таманский залив
  - о. Дзендзик
  - о. Крупинина
  - о. Лисий
  - о-ва Утиные
  - о. Голенький
- Керченский пролив
  - о. Искусственный
  - о. Тузла
- Юг полуострова Крым
  - о. Адалары
  - о. Святого Явления
  - о. Орест
  - о. Пилад
  - о. Иван-Баба
  - о. Каменная скала
  - о. Золотые ворота
  - о-ва. Скалы-Корабли
- Каркинитский залив
  - о. Джарылгач
  - Лебяжьи острова
  - о. Картказак

## Гидрология и гидрохимия
Водный баланс Чёрного моря складывается из следующих компонентов:
- атмосферные осадки (+230 км³ в год);
- материковый сток (+310 км³ в год);
- поступление воды из Азовского моря (+30 км³ в год);
- испарение воды с поверхности моря (−360 км³ в год);
- вынос воды через пролив Босфор (−210 км³ в год).

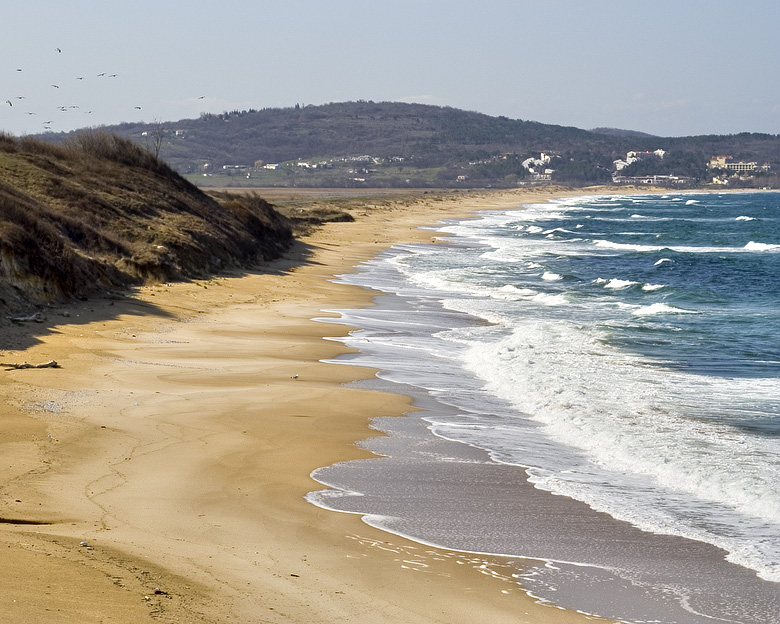
Прибой на черноморском побережье Болгарии

Величина осадков, поступления из Азовского моря и речного стока превышает величину испарения с поверхности, вследствие чего уровень Чёрного моря превышает уровень Мраморного на 20—30 см. Благодаря этому формируется верхнее течение, направленное из Чёрного моря через пролив Босфор. Нижнее течение, наблюдаемое в более низких слоях воды, выражено менее сильно и направлено через Босфор в обратном направлении (см. Подводная река в Чёрном море). Взаимодействие данных течений дополнительно поддерживает вертикальную стратификацию моря, а также используется рыбой для миграций между морями.
Следует отметить тот факт, что вследствие затруднённого обмена водой с Атлантическим океаном и относительно малого размера самого моря, в Чёрном море величина приливов очень мала и наблюдается только на приборах. В то же время достаточно хорошо выражены сгонно-нагонные явления под влиянием сильных зимних ветров, которые достигают 2 м в северо-западной части водоёма. При зимних штормах могут образовываться волны высотой до 6—8 м. В бухтах периодически имеют место сейши — стоячие колебания уровня воды, с амплитудой до 40—50 см и периодом колебаний от нескольких минут до нескольких часов.
Чёрное море является крупнейшим в мире меромиктическим (с несмешиваемыми слоями воды) водоёмом.
Две массы черноморской воды: поверхностная — опреснённая, богатая кислородом и близкая по температуре к воздуху, и глубинная — более солёная и плотная, с постоянной температурой, бескислородная (анаэробная зона), разделены пограничным слоем воды, расположенным на глубинах от 30 до 100 м (так называемый холодный промежуточный слой, или ХПС). Его температура всегда ниже, чем у глубинных вод, так как, охлаждаясь зимой, он не успевает прогреться за лето.
Слой воды, в котором резко меняется её температура, называется термоклином; слой быстрого изменения солёности — галоклином, плотности воды (зависящей от температуры и солёности) — пикноклином. Все эти резкие вертикальные изменения свойств воды в Чёрном море сосредоточены в области ХПС. Такая вертикальная стратификация (расслоение) черноморской воды по солёности, температуре и плотности препятствует вертикальному перемешиванию моря и обогащению сероводородных глубин кислородом. На глубинах 150—200 метров в Чёрном море присутствует хемоклин, то есть слой резкого изменения гидрохимических параметров (в первую очередь, это переход между кислородной и сероводородной зонами).
Единого общепризнанного объяснения происхождения сероводорода в Чёрном море пока нет. Есть мнение, что это соединение в Чёрном море образуется главным образом в результате жизнедеятельности сульфатредуцирующих бактерий, резко выраженной стратификации воды и слабого вертикального обмена. Концентрация сероводорода растёт с глубины 150 м, составляя 0,19 мг на 1 л морской воды, до глубин 2000 м, где достигает максимальных концентраций в 9,6 мг/л воды. Таким образом, если считать средней концентрацией 5,73 мг/л на глубине 1240 м, то приблизительное количество сероводорода в Чёрном море составляет 3,1 млрд т. Некоторые исследования середины 2000-х годов позволяют говорить о Чёрном море как о гигантском резервуаре не только сероводорода, но и метана, выделяемого, скорее всего, также в процессе деятельности микроорганизмов, а также со дна моря.
Циркуляция вод в море охватывает в основном поверхностный слой воды. Данный слой воды имеет солёность около 18 промилле (для сравнения, в Средиземном — 37 промилле) и насыщен кислородом и иными элементами, необходимыми для деятельности живых организмов. Этот слой в Чёрном море подвержен круговой циркуляции циклонической направленности по всему периметру водоёма. Одновременно в прибрежных частях моря постоянно фиксируются локальные циркуляции воды антициклонической направленности. Температура поверхностных слоёв воды, в зависимости от времени года, в открытом море колеблется в среднем от 6 до 25 °C, иногда достигая 30 °C на мелководье у берегов летом и замерзая у берегов зимой.
Нижний слой, вследствие насыщенности сероводородом, не содержит живых организмов, за исключением ряда анаэробных сульфатредуцирующих бактерий (продуктом жизнедеятельности которых и является сероводород). Солёность здесь возрастает до 22—22,5 промилле, средняя температура составляет около 8,5 °C, температура на максимальной глубине составляет 9,0—9,1 °C.

### Течения Чёрного моря
В схеме течений Чёрного моря выделяются два огромных замкнутых круговорота с длиной волны 350—400 км. В честь океанолога Николая Книповича, который первым описал эту схему, её назвали «Очки Книповича».

## Климат
Климат Чёрного моря, в связи с его среднеконтинентальным положением, в основном континентальный. Черноморское побережье Кавказа и южный берег Крыма защищены горами от холодных северных ветров и вследствие этого имеют мягкий средиземноморский климат, а к юго-востоку от Туапсе — влажный субтропический климат.

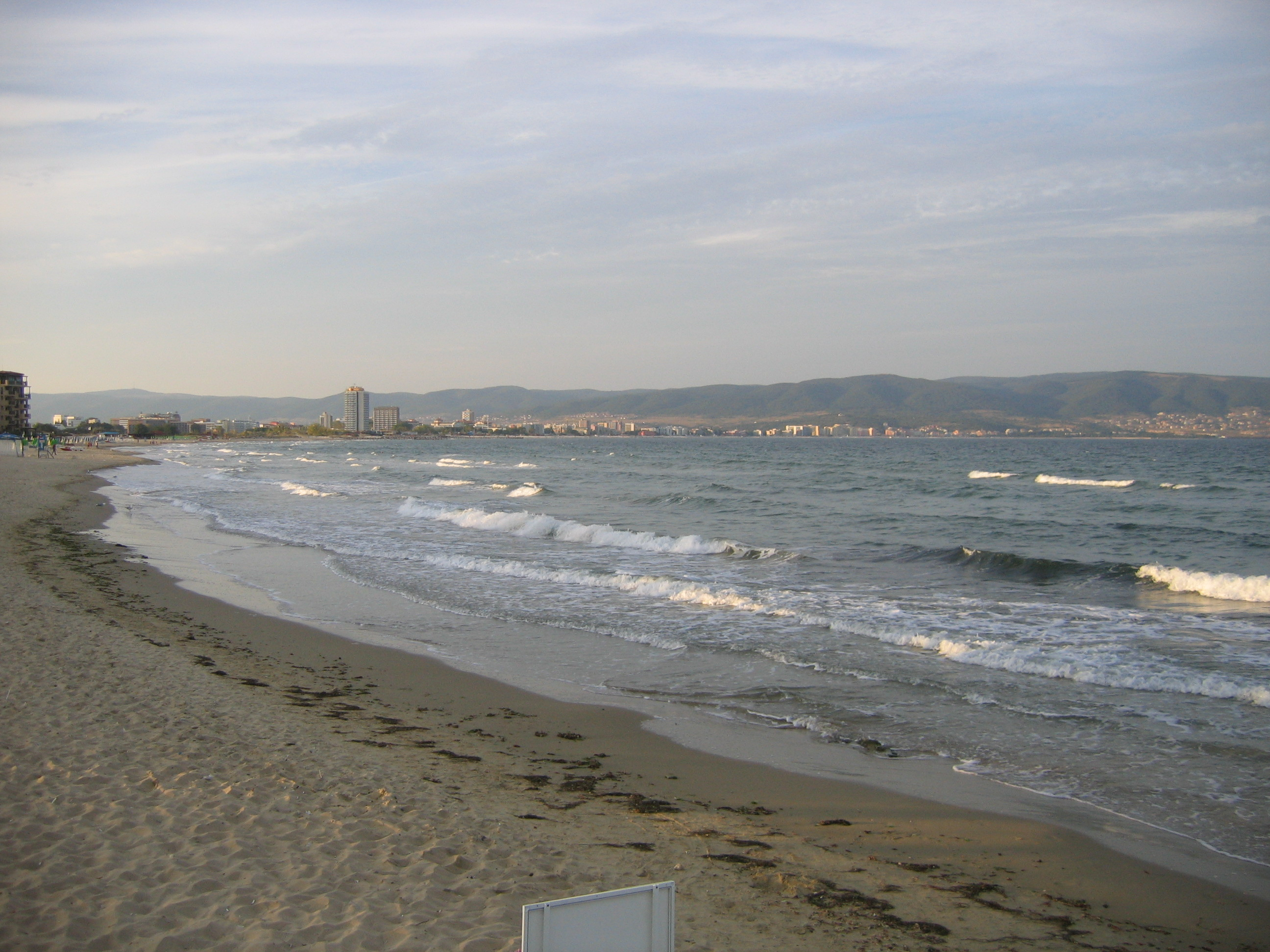
Пляж на Солнечном берегу (Болгария)

Значительное влияние на погоду над Чёрным морем оказывает Атлантический океан, над которым зарождается большая часть циклонов, приносящих на море плохую погоду и бури. На северо-восточном побережье моря, особенно в районе Новороссийска, невысокие горы не являются преградой для холодных северных воздушных масс, которые, переваливаясь через них, обусловливают сильный холодный ветер (бору); местные жители называют его «норд-ост». Юго-западными ветрами обычно в черноморский регион приносятся тёплые и достаточно влажные средиземноморские воздушные массы. В летнее время над морем находится отрог Азорского антициклона. Как итог, для большей части территории моря характерна тёплая влажная зима и жаркое сухое лето.

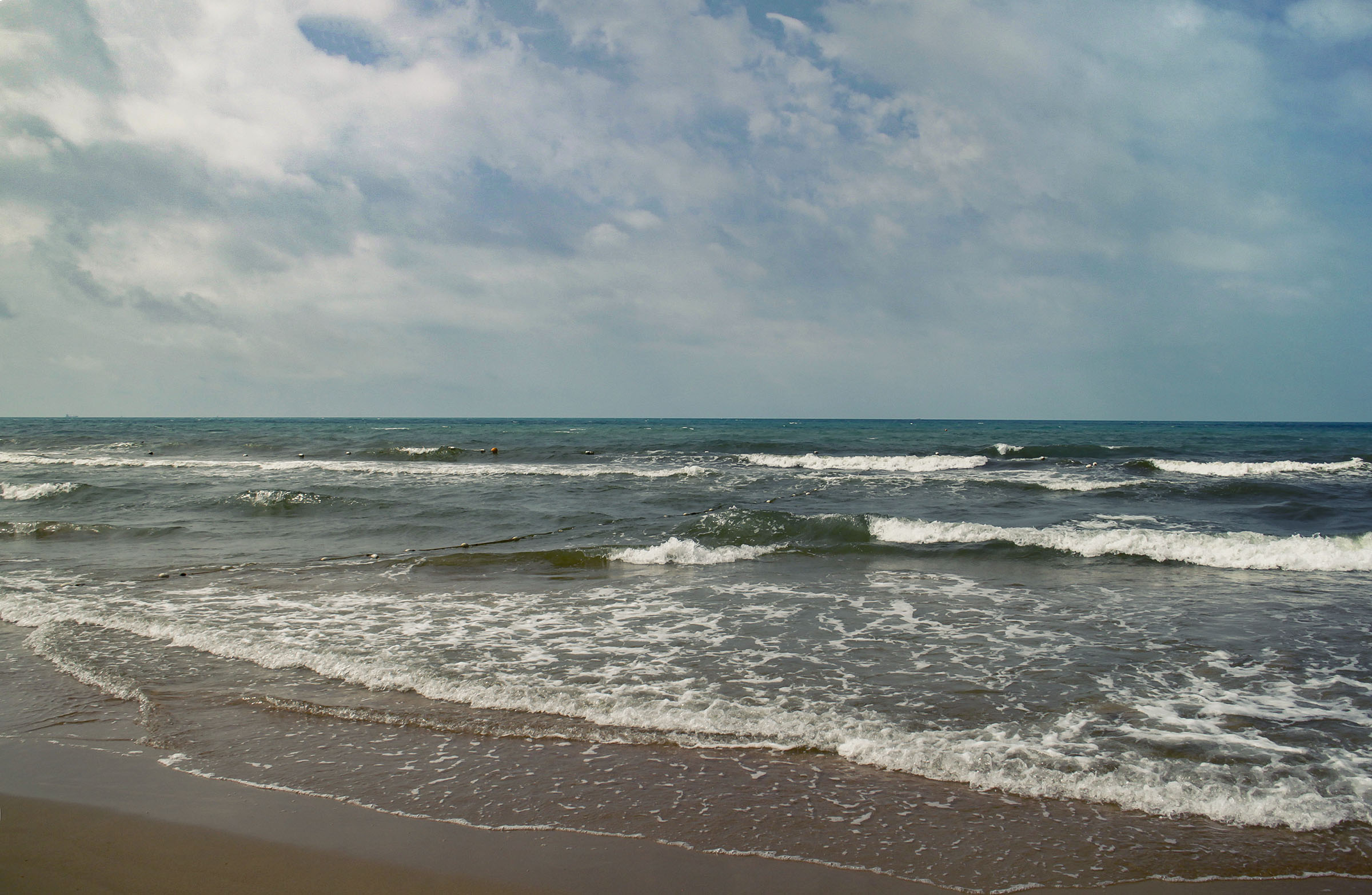
Пляж в Витязево, Анапа, Россия

Средняя температура января в северной части Чёрного моря составляет приблизительно −1…−3 °C (в районе Одессы), но в отдельные годы может опускаться и до −10 °C и ниже. На территориях, прилегающих к Южному берегу Крыма и побережью Кавказа, зима гораздо мягче: температура редко опускается ниже +5 °C. Снег, тем не менее, периодически выпадает в северных районах моря. Средняя температура июля на севере моря составляет +23…+25 °C. Максимальные температуры не столь высоки благодаря смягчающему действию водного резервуара и обычно не превышают 37 °C. Самое тёплое место на побережье Чёрного моря — побережье Кавказа, в частности город Гагра на территории современной Абхазии (среднегодовая температура +17 °C).
На климат южной части Чёрного моря влияют Понтийские горы, которые препятствуют проникновению жарких воздушных масс с юга, и в то же время холодные воздушные массы с севера успевают прогреваться и насытиться влагой. Поэтому климат южного побережья Чёрного моря близок к субтропическому океаническому. Он более мягкий, чем климат его северной части, в то же время менее влажный, чем климат Черноморского побережья Кавказа. Средняя температура наиболее холодного и тёплого месяцев (февраля и августа, соответственно) составляет порядка +7 и +23 °C. При этом летом температура крайне редко превышает +30 °C, а зимой лишь раз-два в году возможны слабые заморозки. Снег также возможен. Вместе с тем от типичного для северных районов средиземноморского климата климат южной части Чёрного моря при похожем температурном режиме отличает равномерность осадков — летом они также возможны.
Наибольшее количество осадков в черноморском регионе выпадает на побережье Кавказа (до 1500 мм в год), наименьшее — в северо-западной части моря (около 300 мм в год). Облачность за год в среднем составляет 60 % с максимумом зимой и минимумом летом.
Воды Чёрного моря, как правило, не подвержены замерзанию. В очень суровые и длительные зимы у северной части моря может образовываться береговой припай, однако это бывает не чаще, чем раз в несколько десятков лет. Температура воды в среднем по морю не опускается ниже +7…+8 °C. В зиму 2011—2012 годов поверхностная температура опускалась ниже 6 °C. Летние температуры воды поверхностных слоев достигают 29—30 °C, с 2010-х годов отмечается их рост на 2—2,5 °C из-за современного потепления климата.
| Горизонт, м | Январь | Февраль | Март | Апрель | Май  | Июнь | Июль | Август | Сентябрь | Октябрь | Ноябрь | Декабрь |
| ----------- | ------ | ------- | ---- | ------ | ---- | ---- | ---- | ------ | -------- | ------- | ------ | ------- |
| 0           | 7,7    | 7,2     | 6,8  | 9,2    | 14,1 | 19,8 | 22,8 | 23,8   | 20,8     | 18,7    | 11,7   | 9,5     |
| 10          | 7,7    | 7,1     | 6,8  | 9,0    | 12,8 | 18,5 | 21,8 | 23,6   | 20,7     | 18,6    | 11,8   | 9,6     |
| 20          | 7,7    | 7,0     | 6,7  | 8,4    | 10,2 | 11,9 | 12,2 | 13,6   | 19,2     | 17,9    | 11,6   | 9,6     |
| 30          | 7,7    | 7,0     | 6,6  | 7,7    | 7,9  | 7,8  | 8,5  | 9,0    | 9,1      | 12,0    | 10,4   | 9,2     |
| 50          | 7,6    | 7,4     | 7,3  | 7,6    | 7,4  | 7,3  | 7,4  | 7,6    | 7,2      | 8,0     | 7,6    | 7,8     |
| 100         | 8,3    | 8,4     | 8,4  | 8,4    | 8,3  | 8,3  | 8,4  | 8,3    | 8,3      | 8,2     | 8,3    | 8,3     |
| 200         | 8,7    | 8,7     | 8,7  | 8,7    | 8,7  | 8,7  | 8,7  | 8,7    | 8,7      | 8,7     | 8,7    | 8,7     |
| 500         | 8,9    | 8,9     | 8,9  | 8,9    | 8,9  | 8,9  | 8,9  | 8,9    | 8,9      | 8,9     | 8,9    | 8,9     |
| 1000        | 9,0    | 9,0     | 9,0  | 9,0    | 9,0  | 8,9  | 8,9  | 8,9    | 9,0      | 8,9     | 8,9    | 9,0     |
| 1500        | 9,0    | 9,0     | 9,1  | 9,0    | 9,0  | 9,0  | 9,0  | 9,0    | 9,0      | 9,0     | 9,0    | 9,0     |

## Флора и фауна
Растительный мир моря включает в себя 270 видов многоклеточных зелёных, бурых, красных донных водорослей (цистозира, филлофора, зостера, кладофора, ульва, энтероморфа и др.). В составе фитопланктона Чёрного моря — не менее шестисот видов. Среди них жгутиконосцы, в том числе динофлагелляты или перидиниевые водоросли, различные диатомовые водоросли, кокколитофориды и другие.

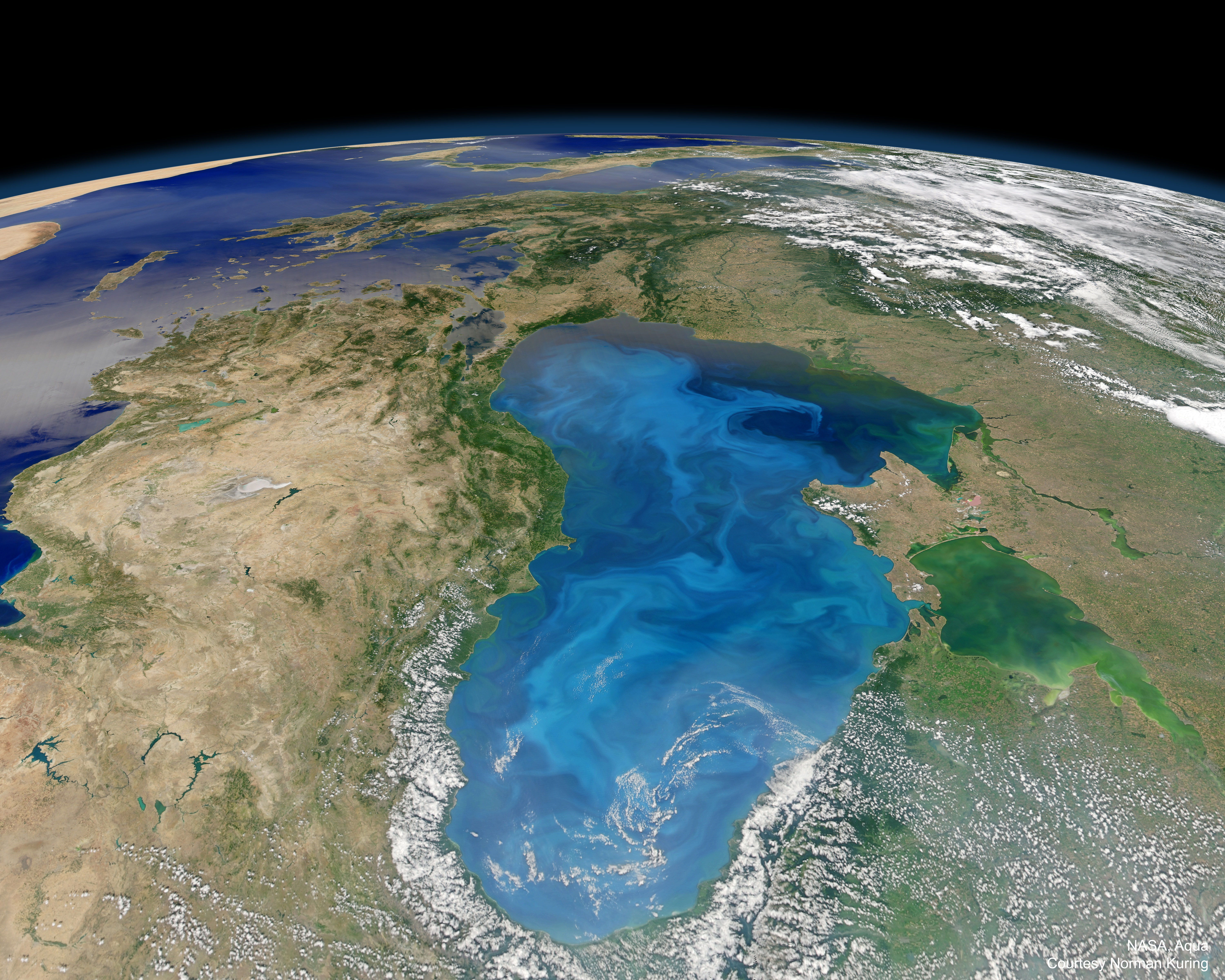
Цветение фитопланктона, июль 2012

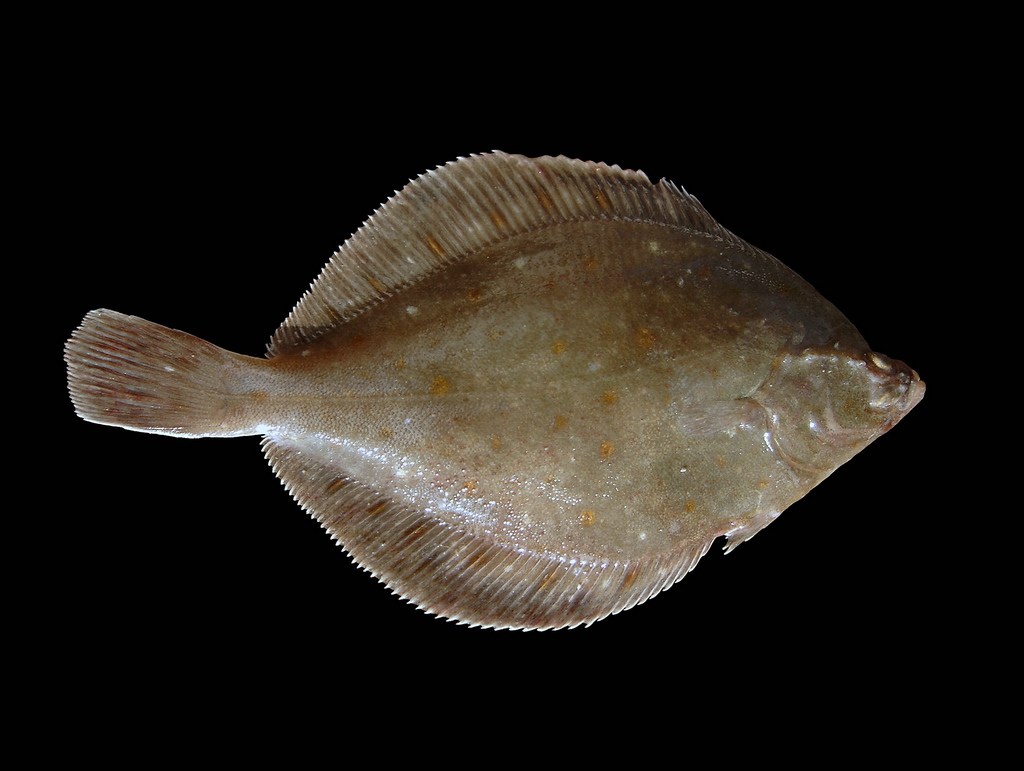
Камбала-глосса

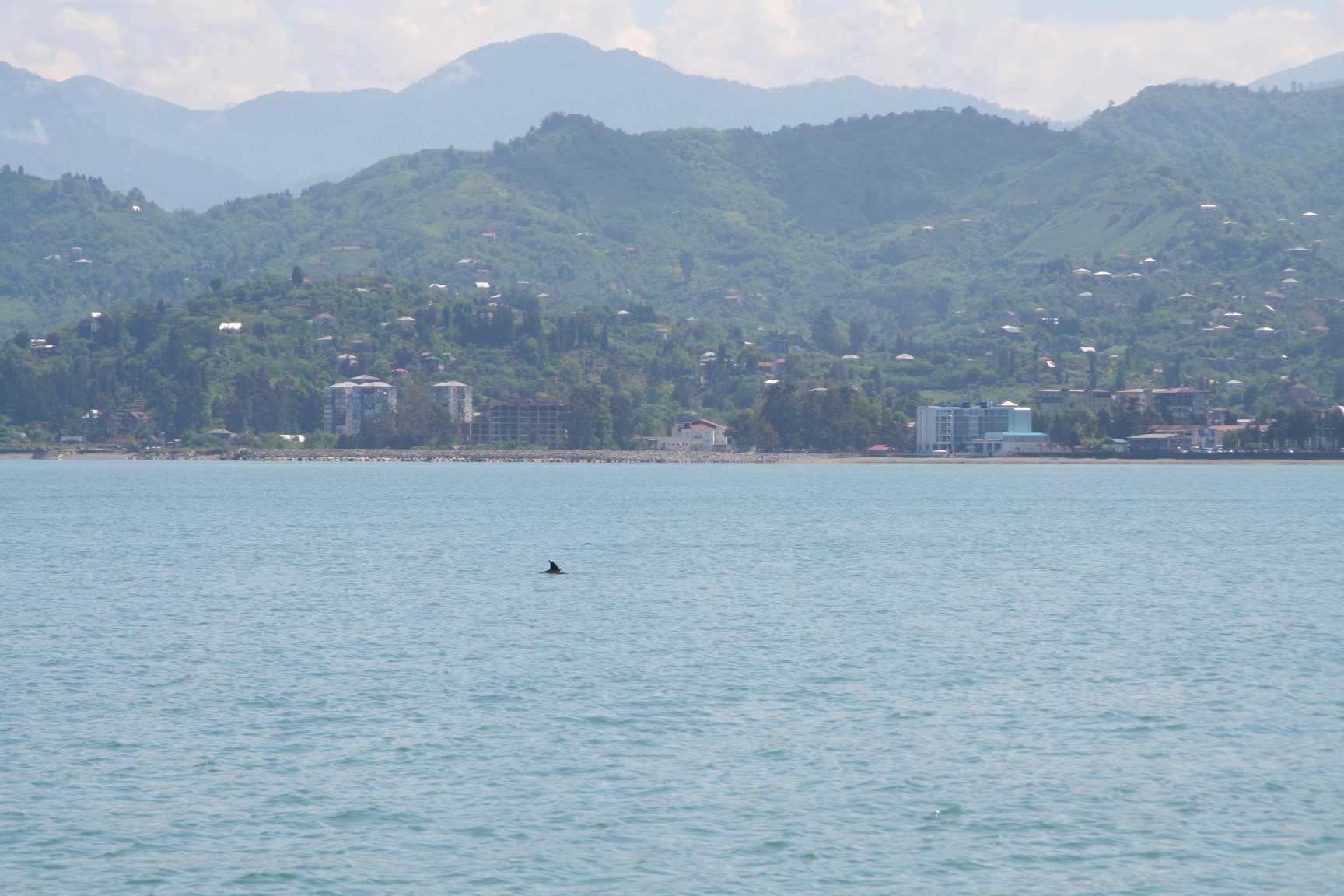
Дельфин в бухте Батуми

Фауна Чёрного моря заметно беднее, чем Средиземного, в частности, здесь нет морских звёзд, морских ежей, морских лилий, осьминогов, каракатиц, кальмаров, кораллов. В Чёрном море обитает 2500 видов животных (из них 500 видов одноклеточных, около 200 видов позвоночных — рыб и млекопитающих, 500 видов ракообразных, 200 видов моллюсков, остальное — беспозвоночные разных видов), для сравнения, в Средиземном — около 9000 видов. Среди основных причин относительной бедности животного мира моря:
- низкая солёность воды;
- постоянное присутствие сероводорода на глубинах более 150 м.

- Среди планктонных водорослей, обитающих в Чёрном море, есть такой интересный вид, как ночесветка или морская свечка — водоросль-хищница, питающаяся готовыми органическими веществами и помимо этого обладающая возможностью фосфоресцировать (именно благодаря этой водоросли в августе иногда наблюдается свечение моря)[38].
- Моллюск-хищник рапана впервые обнаружен в Чёрном море в 1947 году, завезён из дальневосточных морей с балластными водами и к настоящему времени[когда?] съел почти всех устриц, мидий и морских гребешков. Так сильно расплодиться рапана смогла потому, что вследствие невысокой солёности воды в море отсутствуют её естественные враги — морские звёзды[39]. Похожая ситуация сложилась с представителем зоопланктона хищным Mnemiopsis leidyi, впервые найденным в Чёрном море в 1982 году. Его активное размножение привело к гибели по экологической цепочке целого ряда видов — от планктона до рыб и дельфинов. Ситуация разрешилась с появлением в море другого гребневика, Beroe ovata, охотящегося на мнемиопсиса[40][41].
- Единственная акула, массово обитающая в Чёрном море, — катран — нечасто вырастает более полутора метров в длину, боится людей и редко подходит к берегу, держась холодных водных слоёв на глубине. Вместе с тем, катран является довольно ценным рыбацким трофеем (считается, что жир печени этой акулы обладает целебными свойствами) и может представлять опасность для рыбака: спинные плавники катрана снабжены крупными шипами[42].

В связи с этим Чёрное море подходит для обитания главным образом мелководных и прибрежных видов животных.
На дне Чёрного моря обитают мидии, устрицы, гребешок Flexopecten glaber ponticus, а также моллюск-хищник венозная рапана, занесённый кораблями с Дальнего Востока, который из-за отсутствия естественных врагов — морских звёзд и других питающихся рапанами хищников — размножился, истребив одних и поставив на грань исчезновения других (устрицы, черноморский гребешок) моллюсков — см. врезку справа. В расщелинах прибрежных скал и среди камней живут многочисленные крабы, креветки, встречаются различные виды медуз (наиболее распространены корнерот и аурелия), актинии, губки.
Среди рыб, водящихся в Чёрном море: различные виды бычков (бычок-головач, бычок-кнут, бычок-кругляк, бычок-мартовик, бычок-ротан), азовская хамса, черноморская хамса, акула-катран, речная камбала, камбала-калкан, кефалевые пяти видов, луфарь, европейская мерлуза, черноморская скорпена-ёрш, обыкновенная султанка, скумбрия, обыкновенная ставрида, каспийско-черноморские сельди, черноморско-каспийская тюлька, сарган, морской конёк и другие. Встречаются осетровые (белуга, севрюга, русский и атлантический осетры) и черноморский лосось.
Среди опасных рыб Чёрного моря — морской дракончик (наиболее опасная — ядовиты колючки спинного плавника и жаберных крышек), черноморская скорпена-ёрш, один из видов скатов — морской кот — с ядовитыми шипами на хвосте. Другой скат — морская лисица — неядовит, но покрыт шипами и имеет на хвосте колючки; защищаясь, он может нанести большое число уколов и царапин.
Из птиц распространены чайки, буревестники, утки-нырки, бакланы и ряд других видов. Млекопитающие представлены в Чёрном море двумя видами дельфинов (дельфином-белобочкой и афалиной), азово-черноморской обыкновенной морской свиньёй (нередко называемой азовским дельфином), а также белобрюхим тюленем.
Некоторые виды животных, не обитающие в Чёрном море постоянно, зачастую заносятся в него через проливы Босфор и Дарданеллы течением либо приплывают самостоятельно.

## История изучения
Изучение Чёрного моря началось ещё в античные времена, вместе с плаваниями греков, основавших на берегу моря свои поселения. Уже в IV веке до нашей эры составлялись периплы — древние лоции моря. Греческие и римские авторы, в частности, Плиний Старший, достаточно верно описывали геометрические размеры моря, его глубину, подчёркивали сравнительно суровый климат. Повествуя о реках, впадающих в море, античные авторы указывали на их опресняющее действие, обуславливающее сниженную солёность этого водоёма. Греческие и римские географы повествовали о сезонных миграциях рыб в Чёрное море из Мраморного и Эгейского и наоборот, а также внутри моря.
Сведения о первых плаваниях по Чёрному морю южных славян относятся ещё к VI—VII векам. С возникновением Киевской Руси морские экспедиции славян активизировались, русские ладьи, насады, неоднократно осаждали Константинополь. В походе на Константинополь Олега (907 год), болгарском походе Святослава Игоревича (968—971 годы), согласно летописям, участвовали сотни, если не тысячи судов. С приходом в Причерноморье монголов и укреплением там турок активность русских на Чёрном море существенно снизилась, но не прекратилась. Источники выделяют переход через море из Трапезонда (Трабзон) в Кафу (Феодосия), совершённый в 1472 году Афанасием Никитиным, возвращавшимся из «Хождения за три моря». В XVI—XVII веках воды моря активно осваивали донские и запорожские казаки, неоднократно появлявшиеся у стен Трапезонда, Синопа, Константинополя.
Собственно русские гидрографические работы в Чёрном море были начаты только в годы правления Петра Великого. Важной вехой на пути исследования Чёрного моря стало плавание корабля «Крепость» из Азова в Константинополь в 1696 году. Пётр, снаряжая судно в плавание, дал наказ производить по пути его движения картографические работы. В итоге был составлен «прямой чертёж Чёрного моря от Керчи до Царя Града», проведены замеры глубин. Вторая половина XVIII века ознаменовалась для Российской империи многочисленными и затяжными войнами с Турцией за выход к Чёрному морю, параллельно которым велись его гидрографические исследования.

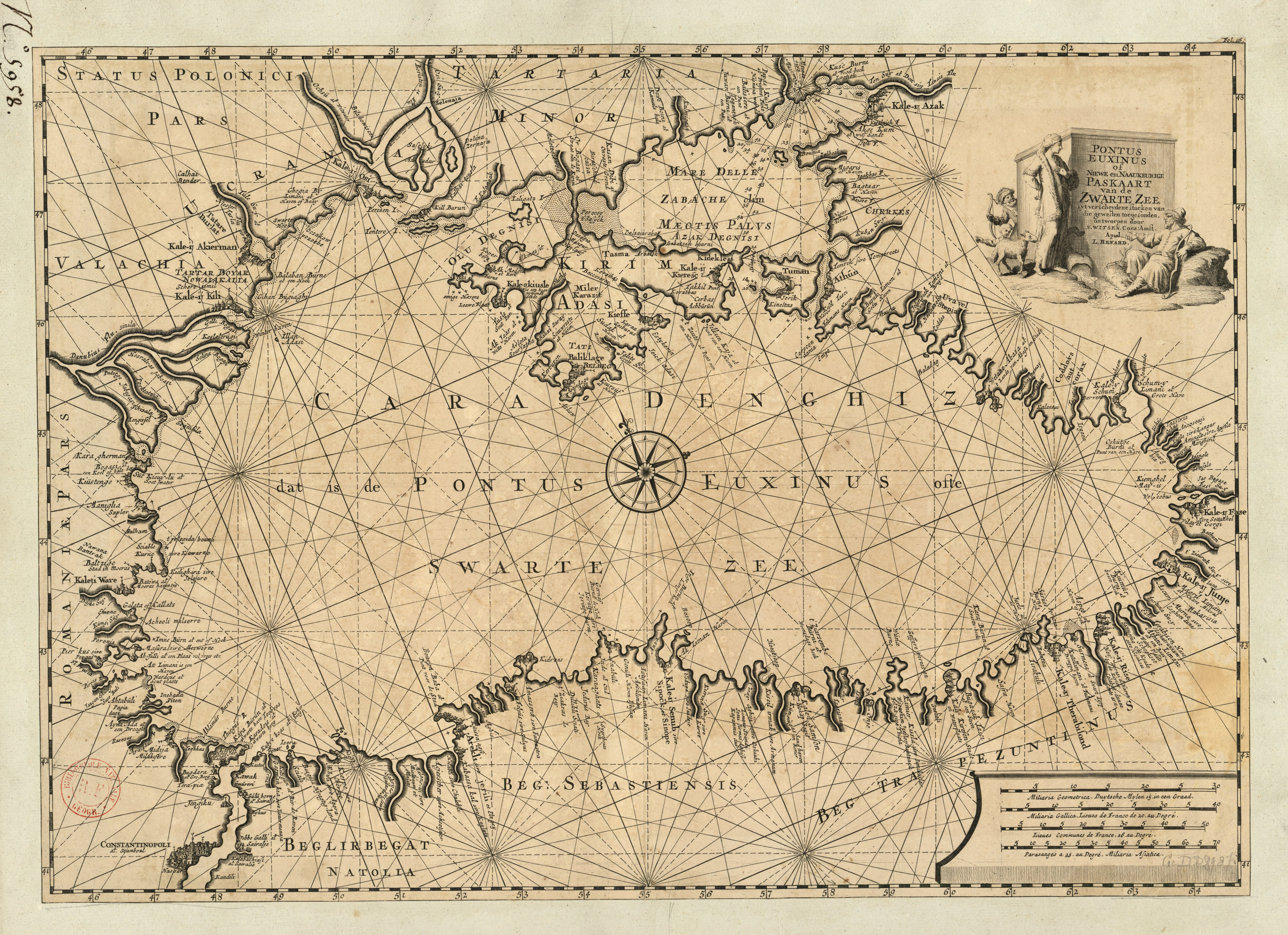
Карта Чёрного моря («Cara Denghiz»), составленная Н. Витсеном

Более серьёзные исследования моря относятся к концу XVIII и к XIX векам. В частности, на рубеже этих веков русские учёные академики Петер Паллас и Миддендорф изучали свойства вод и фауны Чёрного моря. Среди важнейших научных экспедиций тех лет — совместная французско-русская экспедиция капитана Готье, капитан-лейтенанта М. Б. Верха и штурмана Григорьева (1820 год), гидрографическая экспедиция Е. П. Манганари на бриге «Николай» и яхте «Голубка» (1826—1836 годы), экспедиция лейтенантов Г. И. Бутакова и И. А. Шестакова на тендерах «Поспешный» и «Скорый» (1847—1850 годы). В 1816 году появилось описание Черноморского побережья, выполненное Ф. Ф. Беллинсгаузеном, в 1817 году была выпущена первая карта Чёрного моря, в 1842 году — первый атлас, в 1851 году — лоция Чёрного моря. Среди учёных, внёсших существенный вклад в изучение флоры и фауны моря, надо выделить Генриха Ратке, К. Ф. Кесслера, В. И. Чернявского, Н. В. Бобрецкого, В. Н. Ульянина, Н. А. Гребницкого. В 1801 году в Николаеве была основана первая в Причерноморье гидрометеорологическая станция, в последующие годы такие пункты были открыты в Херсоне, Одессе и других.
Инициатива создания на Чёрном море постоянно действующих биологических станций принадлежит выдающемуся русскому учёному и путешественнику Н. Н. Миклухо-Маклаю. С 1871 года в Севастополе заработала первая биологическая станция (ныне Институт биологии южных морей), занимавшаяся систематическими исследованиями живого мира Чёрного моря. Начало систематическим научным исследованиям Чёрного моря положили два события конца XIX века — изучение босфорских течений (1881—1882) и проведение двух океанографических глубиномерных экспедиций (1890—1891). В конце XIX века экспедиция под руководством И. Б. Шпиндлера открыла насыщение глубинных слоёв моря сероводородом, позднее участник экспедиции известный русский химик Н. Д. Зелинский дал объяснение этому явлению.

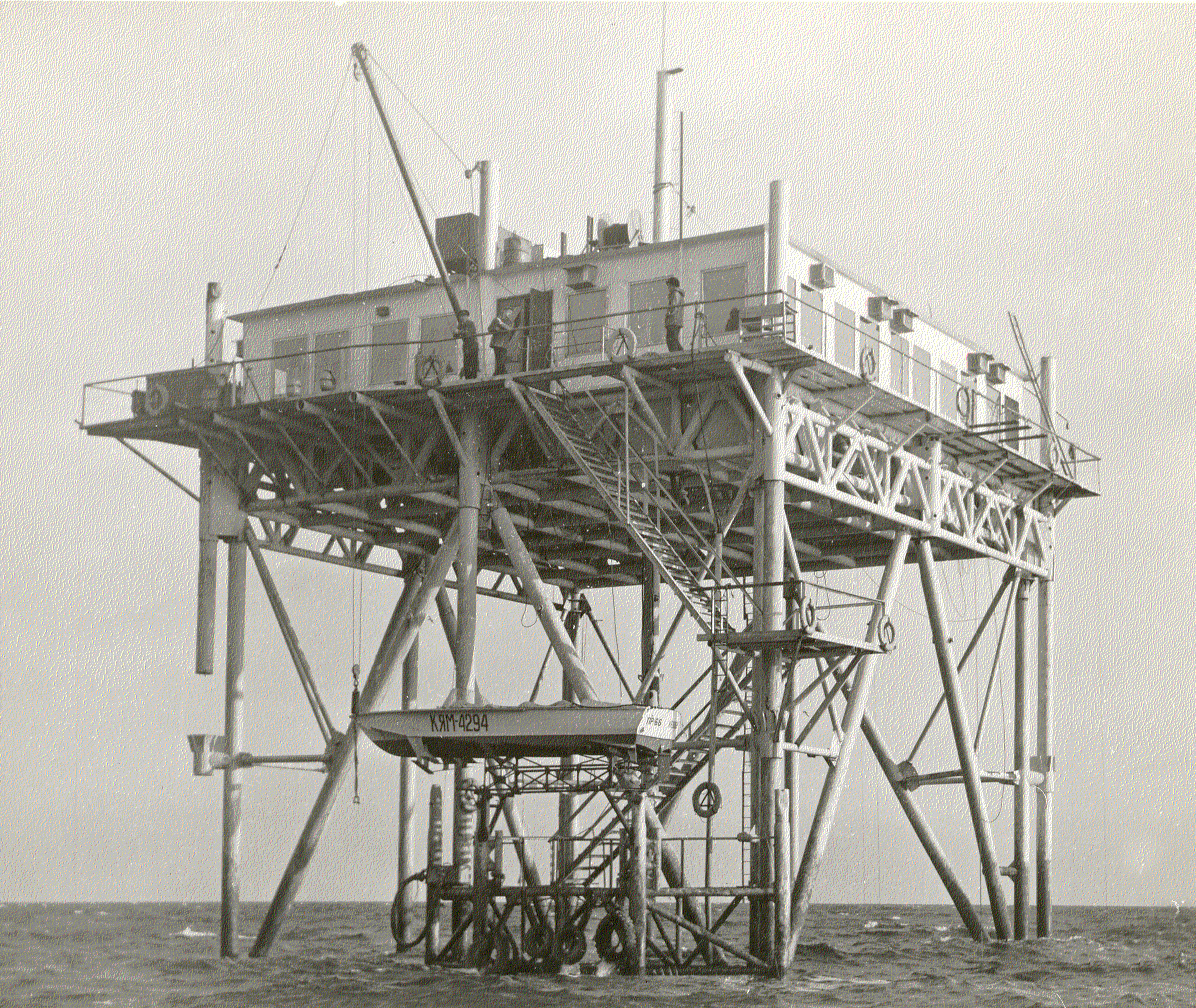
Океанографическая платформа в Кацивели

Исследования Чёрного моря продолжились и после Октябрьской революции 1917 года. Существенных результатов в изучении экологии и гидрологии водоёма достигли Азовско-черноморская научно-промысловая экспедиция под руководством Н. М. Книповича (1922—1928 годы), Черноморская океанографическая экспедиция (1923—1935 годы). В 1919 году в Керчи была организована ихтиологическая станция (позднее преобразована в Азово-Черноморский институт рыбного хозяйства и океанографии, сейчас Южный научно-исследовательский институт морского рыбного хозяйства и океанографии, или ЮгНИРО). В 1929 году в Крыму, в Кацивели, открылась морская гидрофизическая станция (сейчас Экспериментальное отделение Морского гидрофизического института Национальной академии наук Украины).
Научная деятельность в области изучения вод Чёрного моря была прервана Великой Отечественной войной, гидрометеорологические службы переориентировались на обслуживание нужд армии и флота. Сразу после окончания войны научная работа была возобновлена в полном объёме. Международный геофизический год (1957—1959 годы) ознаменовался крупномасштабными межведомственными экспедициями под руководством профессора Н. А. Белинского. В послевоенные годы изучение Чёрного моря во всё большей мере стало опираться на новейшие технические разработки (радионавигационные координатные системы, такие измерительные приборы как волнографы, эхографы, автоматические самописцы). В изучении течений стали применяться специальные исследовательские суда, а также данные аэросъёмки. С 1957 года проводятся систематические сейсмические изучения земной коры дна Чёрного моря, в 1975 году с исследовательского судна впервые было проведено глубоководное бурение (на глубину 1 км).
Результатом исследований 1970—1980-х годов стали новые фундаментальные знания о циркуляции и водообмене в Чёрном море, о загрязнении его вод. Подробное изучение и накопление данных о рельефе и грунтах дна позволило к началу 1990-х годов выпустить коллекцию подробных навигационных карт, полностью покрывающих территорию Чёрного моря. На базе морской гидрофизической станции в Кацивели в 1980 году была возведена первая в Европе стационарная океанографическая платформа. К середине 1980-х научными исследованиями моря занимались уже десятки организаций, обладавших внушительным океанографическим флотом. В конце XX века возросла роль межгосударственных научных программ и экспедиций, так, в 1990—1995 годах учёные Болгарии, России, Румынии, США, Турции, Украины совместно работали по программам HydroBlack, CoMSBlack, NATO TU Black Sea. Усилия исследователей из разных стран направлены на кооперацию в области накопления и обработки массивов собранных данных с помощью вычислительных систем. Международные экспедиции решают междисциплинарные задачи, в первую очередь направленные на проведение экологического мониторинга (например, исследования, проводившиеся под эгидой МАГАТЭ в 1998—2004 годах).

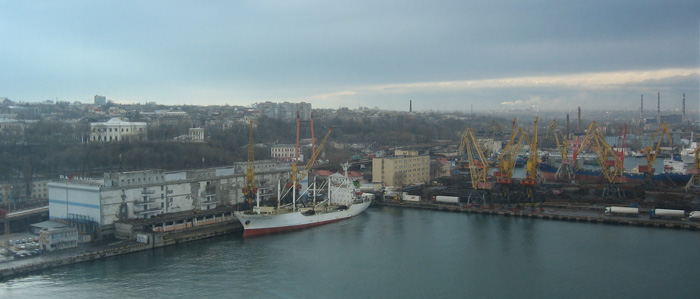
В порту Одессы

## Экономика

### Транспортное значение
Велико транспортное значение Чёрного моря для экономики государств, омываемых этим водоёмом. Существенный объём морских перевозок составляют рейсы танкеров, обеспечивающих экспорт нефти и нефтепродуктов из портов России (в первую очередь из Новороссийска и Туапсе) и портов Грузии (Батуми, Поти, Кулеви). Нефтетерминалы Новороссийска способны принимать супертанкеры. Впрочем, объёмы вывоза углеводородов существенно сдерживаются ограниченной пропускной способностью проливов Босфор и Дарданеллы. В городе Южный построен нефтетерминал по приёму нефти в рамках нефтепровода Одесса — Броды. Также существуют проекты строительства нефтепроводов Бургас — Александруполис (в конце 2011 года его строительство было отложено на неопределённый срок из-за отказа Болгарии) и Самсун — Джейхан в обход Черноморских проливов. По дну Чёрного моря проложен глубоководный газопровод «Голубой поток», соединяющий Россию и Турцию. Длина подводной части газопровода, пролегающей между селом Архипо-Осиповка на Черноморском побережье Кавказа и побережьем Турции в 60 км от города Самсун, — 396 км. Существуют планы расширения мощности газопровода путём прокладки дополнительной ветви трубы, а также строительства нового подводного газопровода «Южный поток».
Через Чёрное море проходит международный транспортный коридор TRACECA (Transport Corridor Europe — Caucasus — Asia, Европа — Кавказ — Азия). Черноморские порты являются конечными пунктами ряда Панъевропейских транспортных коридоров.
На рубеже XX и XXI веков больше половины перевозок по Азово-Черноморскому бассейну приходилось на внешнюю торговлю. Помимо (занимающих основное место) нефти и нефтепродуктов вывозятся руды, металл, цемент (в последние годы одним из основных вывозных товаров стало зерно, ранее, наоборот, ввозившееся через черноморские порты). Основные объёмы ввоза приходятся на руды цветных металлов, металл, сахар и другие продукты питания, машины и оборудование. В черноморском бассейне широко развиты контейнерные перевозки, существуют крупные контейнерные терминалы. Развиваются перевозки с помощью лихтеров; работают железнодорожные паромные переправы Черноморск (Украина) — Варна (Болгария) и Черноморск (Украина) — Батуми (Грузия). Развиты в Чёрном море и морские пассажирские перевозки (впрочем, после распада СССР их объём значительно снизился).
Наиболее крупные порты на Чёрном море по грузообороту (данные за 2010 год): Новороссийский морской торговый порт (Россия, 76,2 млн т), Констанца (Румыния, 36,4 млн т), нефтяной порт Каспийского трубопроводного консорциума (Россия, 34,9 млн т), Одесский морской торговый порт (Украина, 24,7 млн т), Туапсинский морской торговый порт (Россия, 18,5 млн т), Южный морской торговый порт (Украина, 18,2 млн т), Мариупольский морской торговый порт (Украина, 15,9 млн т), морской торговый порт Черноморск (Украина, 15,0 млн т), Эрдемир (Турция, 13,0 млн т).
По реке Дон, впадающей в Азовское море, проходит речной водный путь, соединяющий Чёрное море с Каспийским морем (через Волго-Донской судоходный канал и Волгу), с Балтийским морем и Белым морем (через Волго-Балтийский водный путь и Беломорско-Балтийский канал). Река Дунай через систему каналов соединена с Северным морем.
Турция планирует построить западнее Босфора в районе озера Кючюк Чемедже судоходный Стамбульский канал, который соединит Мраморное и Чёрное моря. Планируется, что по нему будет проходить основная масса перевозящих нефть танкеров. В 2020 году строительство планировалось завершить к 2025—2026 годам, но из-за того, что в 2021 году строительство так и не началось, очевидно, что сроки будут отложены.

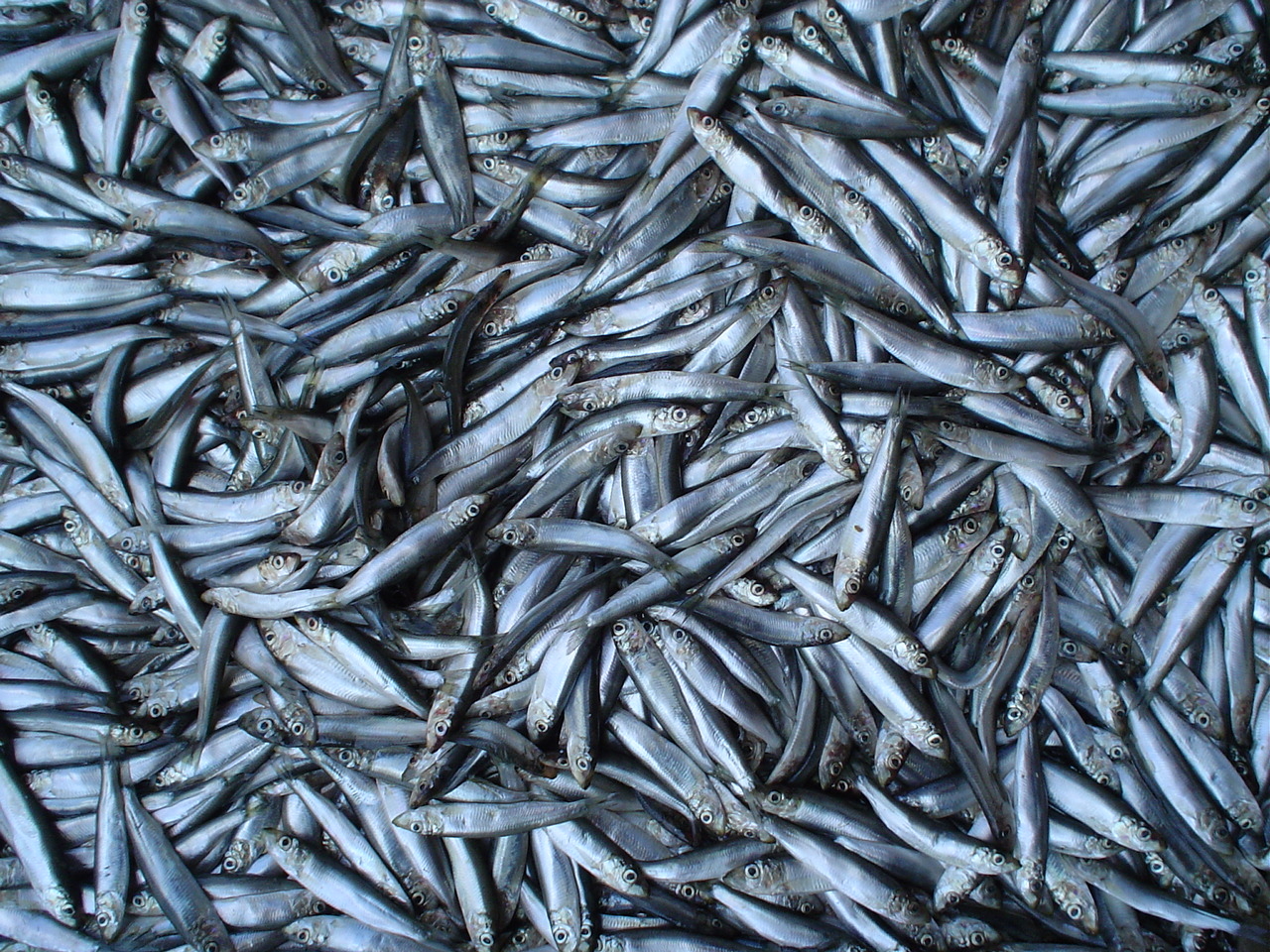
Рыба (килька, или шпрот) на одесском базаре

### Промышленное рыболовство
Промысловое значение в Чёрном море имеют следующие виды рыб: килька (шпрот), кефаль, анчоус (хамса), скумбрия, ставрида, судак, лещ, сельди. Основные рыболовные порты: Одесса, Севастополь, Керчь, Новороссийск и др.
В последние годы XX — начале XXI века рыбный промысел значительно сократился вследствие перелова рыбы и ухудшения экологического состояния моря. Значительную проблему представляют также запрещённое донное траление и браконьерство, особенно в отношении осетровых.

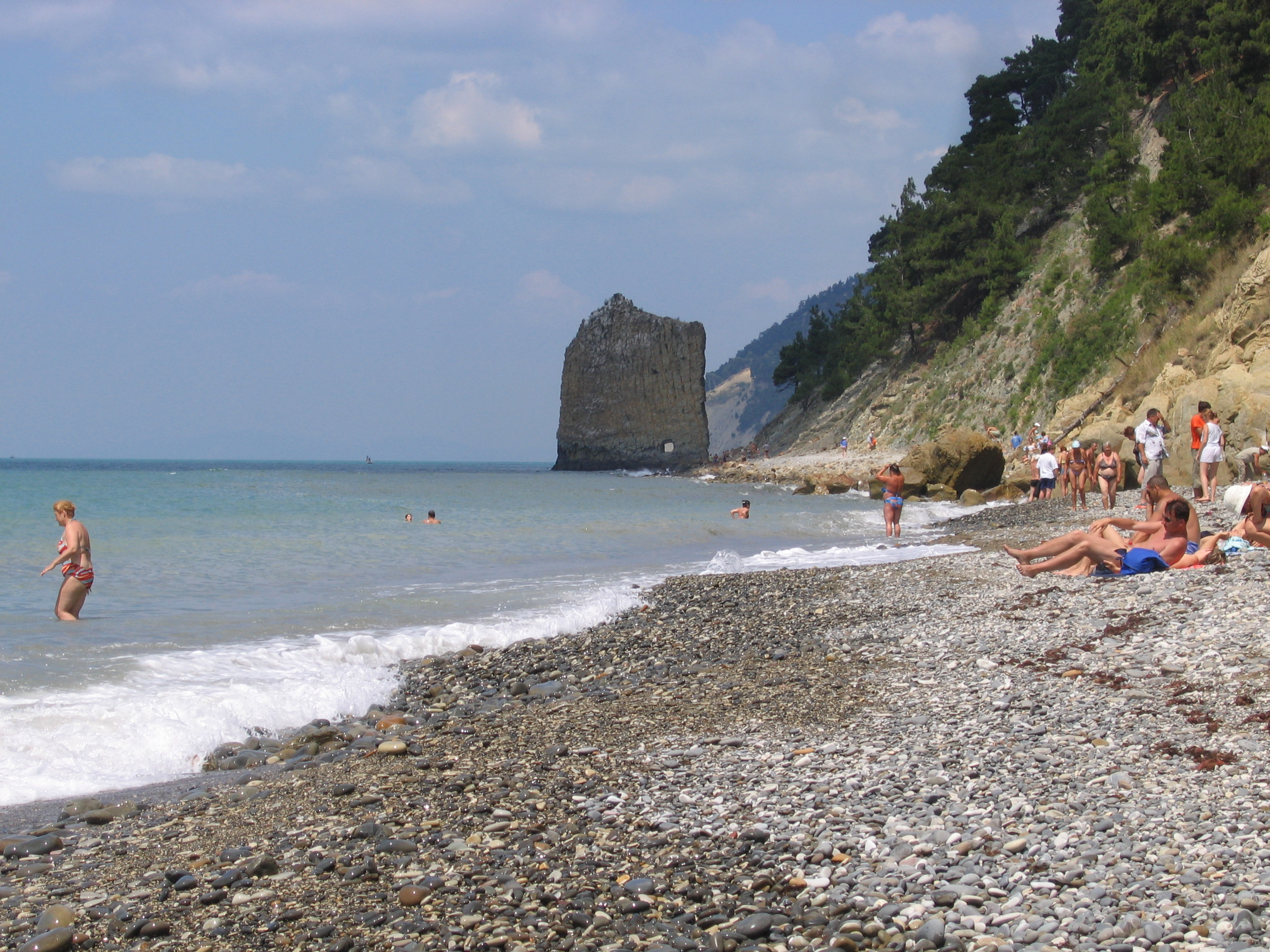
Галечный пляж близ Геленджика; на заднем плане — скала Парус

### Рекреационное значение
Благоприятные климатические условия в Причерноморье обусловливают его развитие как важного курортного региона. К крупнейшим курортным районам на Чёрном море относят: Южный берег Крыма (Ялта, Алушта, Судак, Коктебель, Феодосия), Черноморское побережье Кавказа (Анапа, Геленджик, Сочи, Пицунда, Гагра, Батуми), Черноморское побережье Болгарии (Золотые пески и Солнечный берег), Черноморское побережье Румынии (Мамая, Эфорие).
Российская часть Черноморского побережья Кавказа является основным курортным регионом страны. В 2005 году его посетили около 9 млн туристов; в 2006 году, по прогнозам чиновников Краснодарского края, данный регион должно было посетить не менее 11—11,5 млн отдыхающих. На российском побережье Чёрного моря насчитывается свыше 1000 пансионатов, санаториев и отелей, и их число постоянно растёт. Естественным продолжением российского Черноморского побережья является побережье Абхазии, важнейшие курорты которой Гагра и Пицунда были популярны ещё в советское время. Развитие курортной индустрии на Черноморском побережье Кавказа сдерживается относительно коротким (например, по сравнению со Средиземным морем) сезоном, экологическими, транспортными проблемами, а в Абхазии — также неопределённостью её статуса и угрозой новой вспышки военного конфликта с Грузией.

## Экология и охрана природы

Вид на Севастопольскую бухту из Севастополя (Крым). На переднем плане памятник затопленным кораблям

Побережье Чёрного моря и бассейн рек, впадающих в него, являются районами с высоким антропогенным воздействием, плотно заселёнными человеком ещё с античных времён. Экологическое состояние Чёрного моря в целом неблагоприятное.
Среди основных факторов, нарушающих равновесие в экологической системе моря следует выделить:
- Сильное загрязнение впадающих в море рек, особенно стоками с полей, содержащими минеральные удобрения, в особенности нитраты и фосфаты[3]. Это влечёт за собой переудобрение (эвтрофикацию) вод моря, а, как следствие, — бурный рост фитопланктона («цветение» моря — интенсивное развитие сине-зелёных водорослей), уменьшение прозрачности вод, гибель многоклеточных водорослей.
- Загрязнение вод нефтью и нефтепродуктами (самыми загрязнёнными районами являются западная часть моря, на которую приходится наибольший объём танкерных перевозок, а также акватории портов[3]). Как следствие, это приводит к гибели морских животных, попавших в нефтяные пятна, а также загрязнению атмосферы за счёт испарения нефти и нефтепродуктов с поверхности воды.
- Загрязнение вод моря отходами человеческой жизнедеятельности. Так, 20 стран Европы осуществляют сброс неочищенных или недостаточно очищенных сточных вод в Чёрное море, в том числе через Дунай, Прут и Днепр, причём основная нагрузка ложится на северо-западную, наиболее мелководную его часть, где зарождается 65 % всех живых организмов и расположены основные нерестилища[74]. Ещё один фактор загрязнения — массовая застройка черноморского побережья, в результате дно черноморского шельфа в районах такой застройки загрязнено остатками бетона, цементной пыли и различных химических материалов, применяемых в строительстве[75].
- Массовый вылов рыбы, усугубляемый отсутствием среди стран Причерноморья каких-либо договорённостей, которые бы регулировали региональную эксплуатацию рыбных ресурсов[76]. Вследствие этого, как отмечают британские учёные, хищническое освоение черноморских рыбных запасов как минимум дважды за последние 50 лет приводило к радикальной перестройке экосистемы моря. В 1970-е годы сократилась популяция крупных хищников: дельфинов, скумбрии и тунца. Как следствие, размножились мелкие рыбы вроде кильки и анчоусов. Рыбаки переориентировались на мелкую рыбу, и к началу 1990-х не осталось и её[77]. В результате медузы заполнили освободившуюся экологическую нишу, составляя, согласно данным Европейского агентства по окружающей среде, до 90 % массы всех живых организмов в Чёрном море[77].
- Запрещённое, но повсеместно используемое донное траление, уничтожающее донные биоценозы[78].
- Изменение состава, уменьшение количества особей и мутация водного мира под воздействием антропогенных факторов (в том числе замена коренных видов природного мира экзотическими, появляющимися в результате воздействия человека). Так, например, по оценкам специалистов из Одесского отделения ЮгНИРО, только за одно десятилетие (с 1976 по 1987 год) поголовье черноморской афалины сократилось с 56 тысяч до семи тысяч особей[79]. В то же время, в результате массового сброса приплывающими в Чёрное море судами так называемых балластных вод в воду попадают морские организмы, которые в естественных условиях не должны в ней находиться. Именно таким способом в Чёрное море попали такие виды, как моллюск рапана[75] и гребневик Mnemiopsis leidyi[77], нанёсшие значительный урон местной экосистеме.

Существенный урон водам и береговой линии северо-западной части Чёрного моря и особенно Керченского пролива нанёс шторм 11 ноября 2007 года, в результате которого затонули танкер и несколько сухогрузов, перевозивших техническую серу. В воду попало не менее 1600 т мазута и 6800 т серы; общая площадь загрязнения акватории Чёрного и Азовского морей превысила 660 км², а общая протяжённость загрязнённой нефтепродуктами береговой линии — 183 км.
По мнению ряда специалистов, экологическое состояние Чёрного моря за последнее десятилетие ухудшилось, несмотря на снижение экономической активности в ряде причерноморских стран. Президент Крымской академии наук Виктор Тарасенко высказывал мнение, что Чёрное море — самое грязное море в мире.
Для охраны окружающей среды в районе Чёрного моря в 1996 году было принято соглашение ACCOBAMS («Agreement on the Conservation of Cetaceans of the Black Sea, Mediterranean Sea and Contiguous Atlantik Area»), где одним из основных вопросов стоит охрана дельфинов и китов.
Основным международным документом, регулирующим вопросы охраны Чёрного моря, является Конвенция о защите Чёрного моря от загрязнения, подписанная шестью черноморскими странами — Болгарией, Грузией, Россией, Румынией, Турцией и Украиной в 1992 году в Бухаресте (Бухарестская конвенция). Также в июне 1994 года представителями Австрии, Болгарии, Хорватии, Чешской Республики, Германии, Венгрии, Молдовы, Румынии, Словакии, Словении, Украины и Европейского союза в Софии была подписана Конвенция о сотрудничестве по защите и устойчивому развитию реки Дунай. Как результат указанных соглашений, были созданы Черноморская комиссия (Стамбул) и Международная комиссия по охране реки Дунай (Вена, 1998 год). Данные органы выполняют функцию координации природоохранных программ, осуществляемых в рамках конвенций.
31 октября 1996 года Болгарией, Грузией, Россией, Румынией, Турцией и Украиной был принят Стратегический план действий по защите и восстановлению Чёрного моря. В память об этом событии 31 октября в странах Черноморского региона отмечается Международный день Чёрного моря, проводится кампания по очистке пляжей, иные экологические акции.

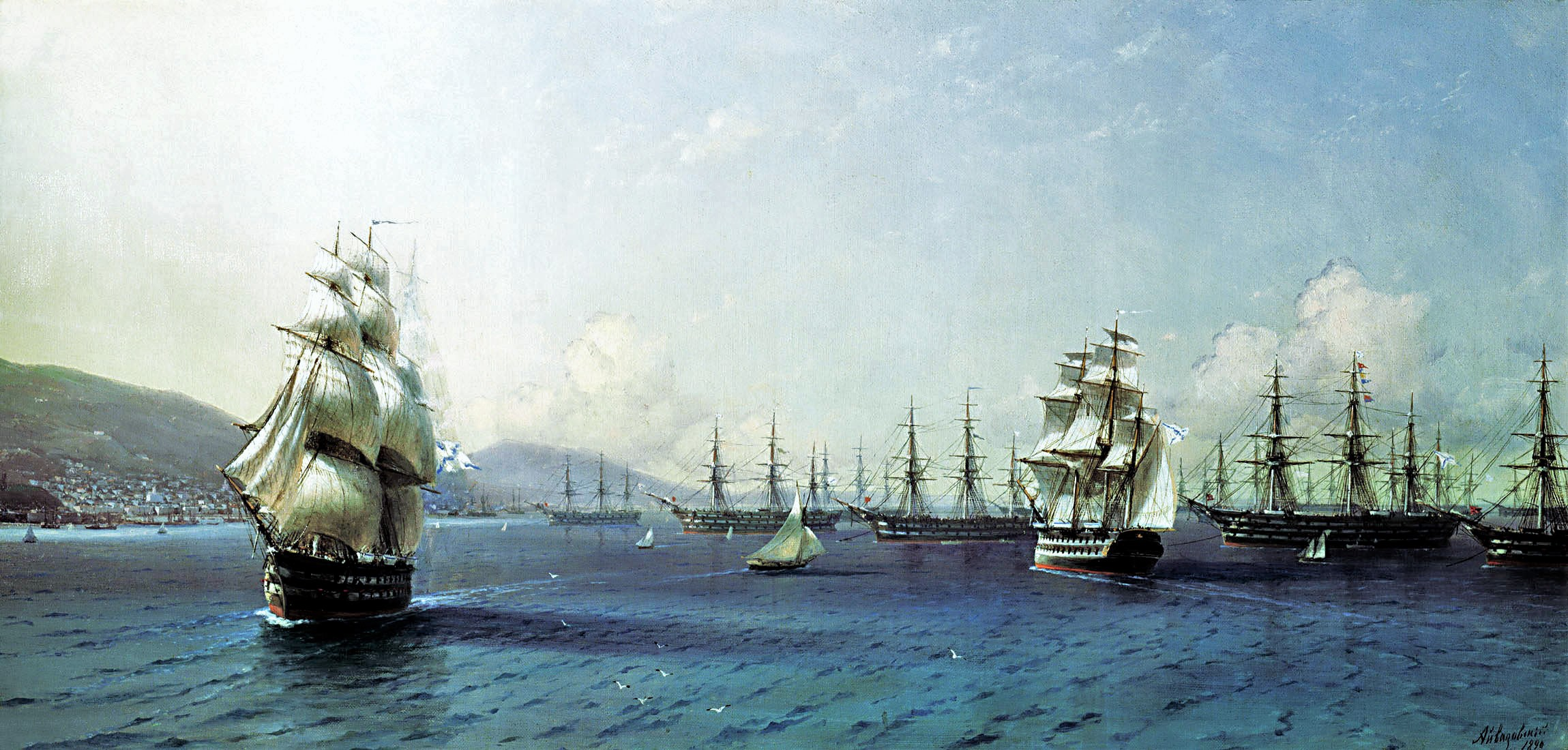
И. К. Айвазовский. «Черноморский флот в Феодосии» (1839)

## Чёрное море в искусстве
Чёрное море и крымская природа стали источником вдохновения для известного русского художника-мариниста Ивана Айвазовского. Штормы и тихая гладь, пляжи, скалы, укромные бухты на берегах Чёрного моря стали натурой для множества работ живописца. В Феодосии действует Национальная картинная галерея имени И. К. Айвазовского.
Благоприятность климата и значительное количество солнечных дней привлекала на берега Чёрного моря многочисленных кинематографистов бывшего СССР. Множество фильмов, вошедших в историю советского (а теперь — российского и украинского) кинематографа, снято на Одесской киностудии, Ялтинской киностудии (в советское время, с 1963 года, — филиал Центральной киностудии детских и юношеских фильмов им. Горького, активно использовалась для натурных съёмок киностудиями СССР), а также другими кинокомпаниями. Среди фильмов, в которых использовалась натура Чёрного моря, такие известные ленты как «Алые паруса», «Человек-амфибия», «Бриллиантовая рука», «Иван Васильевич меняет профессию», «Асса» и многие другие. Всемирную известность получила снятая на Чёрном море кинолента Сергея Эйзенштейна «Броненосец Потёмкин» (1925).
Черноморская тематика нашла своё отражение в творчестве целого ряда писателей и поэтов; среди таких произведений:
- «Волны Чёрного моря» — цикл романов Валентина Катаева;
- «Чёрное море» — произведение Михаила Булгакова;
- «Чёрное море» — повесть Константина Паустовского;
- «Тайна Чёрного моря» — стихотворение Юрия Кузнецова;
- «У Чёрного моря» — песня в исполнении Леонида Утёсова (музыка Модест Табачников, слова Семён Кирсанов);
- «Чёрное море» — бардовская песня Юлия Кима;
- «Чёрное море» — песня в исполнении Георга Отса.